# Route nationale 798
Die Route nationale 798, kurz N 798 oder RN 798, war eine französische Nationalstraße, die von 1933 bis 1973 zwischen Laval und Pontaubault verlief. Ihre Länge betrug 82,5 Kilometer.